# Мечеть аль-Киблатайн (Сомали)
Мечеть аль-Киблатайн (араб. مَـسْـجِـد الْـقِـبْـلَـتَـيْـن‎) — мечеть в городе Сайла в Сомали. Мечеть построенная в VII веке, считается одной из самых старейших в Африке.

## История
Мечеть аль-Киблатайн была построена в VII веке, вскоре после изгнания мусульман из Мекки, когда группа мусульман переселилась в 614 году в Абиссинию, частью которой в те времена был город Сайла. Мечеть аль-Киблатайн одна из старейших мечетей в Африке. Во время гражданской войны в Сомали Зейла неоднократно подвергался бомбёжкам. Многие здания были разрушены или серьёзно повреждены, а жители покидали город. Большая часть мечети в данный момент находится в руинах.

## Описание
В Мечети аль-Киблатайн расположена гробница шейха Бабу Дена. Здание имеет два михраба, причём один ориентирован на север в сторону Иерусалима, а другой ориентирован на северо-запад в сторону Мекки. Такое расположение михраба говорит о древности мечети. Первые мечети мусульман были построены обращёнными к Иерусалиму. С 610 года Иерусалим был первой киблой ислама, — объектом, в направлении которого надлежало совершать мусульманскую молитву (салат). Во время своего изгнания в Абиссинию мусульмане молились в направлении Иерусалима. Лишь в 625 году место киблы навечно заняла Кааба в Мекке).